# Дёрен (Оре)
Дёрен (нем. Döhren) — муниципальный район в Германии, в земле Саксония-Анхальт. Входит в состав города Эбисфельде-Веферлинген района Оре.
Население составляет 220 человек (на 31 декабря 2006 года). Занимает площадь 6,01 км².
В 1910 году в Дёрене проживало 434 человека. Дёрен ранее имел статус общины (коммуны). С 1994 по 1 января 2005 года община Дёрен подчинялась управлению Веферлинген, с 2005 по 31 декабря 2009 года — управлению Флехтинген. 1 января 2010 года община Дёрен вместе с рядом других населённых пунктов вошла в состав нового города Эбисфельде-Веферлинген.